# Tetragnatha granti
Tetragnatha granti là một loài nhện trong họ Tetragnathidae.
Loài này thuộc chi Tetragnatha. Tetragnatha granti được miêu tả năm 1903 bởi Pocock.